# Pallipalayam Agraharam
Pallipalayam Agraharam là một thị trấn thống kê (census town) của quận Namakkal thuộc bang Tamil Nadu, Ấn Độ.

## Nhân khẩu
Theo điều tra dân số năm 2001 của Ấn Độ, Pallipalayam Agraharam có dân số 10.829 người. Phái nam chiếm 52% tổng số dân và phái nữ chiếm 48%. Pallipalayam Agraharam có tỷ lệ 59% biết đọc biết viết, thấp hơn tỷ lệ trung bình toàn quốc là 59,5%: tỷ lệ cho phái nam là 67%, và tỷ lệ cho phái nữ là 51%. Tại Pallipalayam Agraharam, 10% dân số nhỏ hơn 6 tuổi.